# GIPF
GIPF es un juego abstracto de Kris Burm, el primero de seis juegos en su serie de juegos llamada Proyecto GIPF. GIPF fue recomendado por Spiel des Jahres en 1998.

## Desenvolvimiento
Los jugadores se turnan para empujar fichas (un jugador toma negro, el otro blanco) desde el borde de un tablero hexagonal de tres cuadrículas, con piezas que ya están en juego colocadas frente a las nuevas ubicaciones en lugar de permitir más de una pieza en cualquier espacio.
El juego se pierde si un jugador no tiene más fichas para jugar, y dado que cada jugador comienza con un número determinado de fichas, es evidente que es necesario reciclar las piezas ya colocadas para seguir jugando. Esto se logra tratando de alinear cuatro piezas del mismo color en una fila en el tablero, momento en el que esas fichas se devuelven a su propietario y se captura cualquier ficha opuesta que se extienda desde la línea de cuatro.
Debido a que un solo jugador a menudo moverá varias piezas y cambiará numerosas relaciones a bordo, es notablemente difícil predecir el estado del tablero más de un turno por delante, a pesar de que GIPF es un juego de información perfecta. El juego tiende a ser muy fluido y no existe un concepto real de desarrollo territorial o espacial a largo plazo.
El juego se puede ampliar con piezas adicionales (disponibles por separado) llamadas Potenciales, que permiten realizar diferentes tipos de movimientos.  Estos son nombrados por los otros juegos en el Proyecto GIPF, aunque los otros juegos no son realmente necesarios para utilizar los potenciales nombrados después de ellos.

## Objetivo del juego
El primer jugador que logre hacer que el oponente se quede sin piezas o piezas GIPF en el tablero gana el juego. Por lo tanto, es bueno tener siempre al menos una pieza en reserva y siempre al menos una pieza-GIPF en la mesa.

## Piezas
Los jugadores comienzan con 18 tokens cada uno en reserva. Un jugador tiene todas las piezas negras y el otro blancas. Las piezas de reserva son aquellas piezas de su propio color que no están en juego en el tablero. Una pieza-GIPF es el conjunto de dos piezas una encima de la otra.

## Tablero de juego
En los bordes de la mesa hay 24 puntos negros; no forman parte del área de juego pero sirven para colocar las piezas antes de ponerlas en juego. El área de juego real consta de 37 puntos (intersecciones), que representan tantos vértices de triángulos equiláteros. Solo las piezas que están en las intersecciones están en juego. Las líneas que unen las intersecciones indican la dirección en la que se pueden mover las piezas.

## Reglas del juego
Al comienzo del juego, cada jugador tiene sus 18 piezas en reserva. El tablero debe estar orientado de modo que el punto E1 esté del lado del jugador con piezas blancas. Se hace un sorteo para elegir qué jugador empieza a jugar. Quien obtenga las blancas juega primero. El primer movimiento de las blancas debe ser una pieza GIPF, es decir, se toman dos piezas del suministro y se colocan una encima de la otra; la pieza doble se coloca en uno de los puntos negros en el borde del tablero y se empuja hacia un punto negro adyacente (intersección). Solo se puede mover una pieza a la vez, nunca dos o más. Una vez hecho esto, le corresponde al oponente que ponga en juego su propia pieza-GIPF de manera similar.
En este momento ambos jugadores han hecho un movimiento. Cuando se pone en juego una nueva ficha, puede colocarse en un punto vacío o en un punto ya ocupado. Si el punto ya está ocupado, primero debe ser desalojado: la pieza que ocupa ese juego, independientemente de su color, debe ser movida al punto más cercano. Si este punto también está ocupado, el peón que lo ocupa también debe moverse un punto, y así sucesivamente... Entonces, el peón inicial se coloca en el punto desocupado. 
Cualquiera de los jugadores puede colocar tantas piezas GIPF como desee, hasta que se vea obligado a colocar sólo una. Es una buena idea, cuando aún se está aprendiendo el juego, jugar con 3 o 4 piezas GIPF. Sin embargo, una vez que una ficha individual está en juego, ya no es posible jugar con piezas dobles (piezas GIPF), sino sólo con fichas individuales.
Cada peón, una vez en el tablero, no se puede mover de forma independiente, es necesario colocar un nuevo peón en el tablero para mover uno que ya está en el tablero. Una vez en el tablero, las piezas individuales y las piezas dobles (piezas-GIPF: dos piezas una encima de la otra) pueden ser movidas por ambos jugadores independientemente de su color. Cuando todos los puntos de una línea están ocupados por fichas, ya no será posible moverlos en la dirección de esa línea, porque las fichas no pueden abandonar el tablero.

### Uso de piezas GIPF
Una pieza GIPF cuenta como una sola pieza. La única diferencia entre la ficha y la pieza GIPF (independientemente del color) es que las piezas dobles (piezas GIPF) se pueden dejar en el tablero cuando forman parte de un grupo lineal de cuatro piezas. Si decide eliminar una pieza GIPF de la mesa, ya no podrá volver a introducirse como tal, si ya se han introducido piezas individuales. Es posible separar las dos piezas de la pieza GIPF en dos piezas individuales.

## Captura de las piezas
Sacar las piezas del tablero no constituye una jugada en sí misma, sino siempre el resultado de otra jugada, tanto la propia como la del oponente. Tan pronto como cuatro piezas del mismo color, es obligatorio retirarlas del tablero. No solo cuatro, del mismo color, sino también todos los demás peones (incluso de diferente color) que deben completar la línea. Las piezas de tu propio color son parte de la reserva, mientras que las piezas del color del oponente se mantienen a un lado y el oponente ya no podrá usarlas. Si de todas las piezas a retirar, algunas son piezas dobles (piezas-GIPF), puede decidir retirarlas o dejarlas sobre la mesa.

## Fin del juego
El juego termina si ocurre una de estas dos situaciones: 1) Captura todas las piezas GIPF del oponente. 2) El oponente se queda sin piezas en su reserva.